# Filiano
Filiano är en ort och kommun i provinsen Potenza i regionen Basilicata i Italien. Kommunen hade 2 890 invånare (2017).